# (5570) Kirsan
(5570) Kirsan est un astéroïde de la ceinture principale.

## Description
(5570) Kirsan est un astéroïde de la ceinture principale. Il fut découvert le 4 avril 1976 à Naoutchnyï par Nikolaï Tchernykh. Il présente une orbite caractérisée par un demi-grand axe de 3,23 UA, une excentricité de 0,07 et une inclinaison de 10,8° par rapport à l'écliptique.

## Compléments